# Octobre 1815

## Événements
- France : le gouvernement de Richelieu procède à une épuration de la fonction publique et organise la répression en lui donnant l’apparence de la légalité :
  - loi de sûreté générale (29 octobre);
  - loi sur les discours et les écrits séditieux (9 novembre);
  - loi créant les cours prévôtales (27 décembre);
  - les cours prononcent des peines allant de l’amende à la mort contre plus de 100 000 personnes;
  - sanctions contre les ralliés à Napoléon pendant les Cent-Jours. Le maréchal Ney (7 décembre) ainsi que plusieurs généraux (La Bédoyère et les frères Faucher en août 1815, Mouton-Duvernet en juillet 1816) sont condamnés à mort et exécutés. Les régicides (dont Fouché) sont bannis du pays. La simple participation aux scrutins est considérée comme « l’exercice d’une fonction publique pendant l’interrègne ».

- 15 octobre : razzia sur Sant'Antioco ; 158 personnes sont faites prisonnières par les pirates tunisiens[1]. Deux semaines plus tard, sur proposition du Piémont-Sardaigne, le congrès de Vienne condamne que la course barbaresque et l'esclavage des chrétiens[2].

- 16 octobre : Napoléon est exilé par le gouvernement britannique à Sainte-Hélène.

## Naissances
- 14 octobre : Guillaume d'Aspremont Lynden, homme politique belge († 6 septembre 1889).
- 30 octobre : Alphonse Angelin, peintre français († 20 janvier 1907).
- 31 octobre : Karl Weierstrass (mort en 1897), mathématicien allemand.

## Décès
- 6 octobre : Herman Hoogewal, homme politique néerlandais.
- 13 octobre : Joachim Murat, maréchal de France.
- 18 octobre : Claude Alexis Cochard, juriste et homme politique français, député du tiers état aux États généraux de 1789. (° 1er mai 1743).
- 31 octobre : Francis Wollaston (né en 1731), prêtre anglican et un astronome anglais.